# Charles Semblat
Charles Henri Semblat, né le 5 avril 1897 à Saint-Sornin-Lavolps en Corrèze et mort le 10 juillet 1972 à Chantilly, est un jockey et entraîneur de sport hippique français. Il est la seule personne à avoir remporté le Prix de l'Arc de Triomphe à la fois comme jockey et comme entraîneur. 

## Biographie
Apprenti jockey dès son plus jeune âge, Charles Semblat remporte sa première course à 13 ans, en 1910. Alternant d'abord entre les courses de plat et d'obstacles, il se consacre par la suite uniquement au plat lorsqu'il s'installe à Chantilly et se met au service des entraîneurs britanniques (nombreux à cette époque dans l'Oise) William Cunnington et Frank Carter. Semblat décroche à 27 ans, en 1924, son premier titre de champion des jockeys (l'équivalent de la cravache d'or, qui n'avait pas encore été créée de son temps). À une époque où les jockeys britanniques dominent les courses françaises, il est seulement le deuxième Français à remporter une telle distinction. Cinq autres titres suivront, en 1925, 1926, 1927, 1928 et 1934.  
Semblat remporte les plus grandes courses françaises, devient le premier jockey à réaliser le triplé dans le Prix de l'Arc de Triomphe (Mon Talisman en 1927, Pearl Cap en 1931 et Motrico en 1932) et va même s'imposer dans les 2000 Guinées de Newmarket en selle sur Le Ksar. Il est également associé à Pearl Cap, l'une des plus grandes championnes de l'entre-deux guerres. Lorsque la deuxième guerre mondiale éclate, Charlie Elliott, jusque-là premier jockey de la plus grande écurie de l'époque, celle de Marcel Boussac, retourne en Angleterre et Semblat est engagé à sa place. Mais une blessure met un terme à sa carrière de cavalier.  
Aussitôt reconverti comme entraîneur, il se voit confier les effectifs de l'écurie Boussac et reste au sommet. Sous ses ordres Djebel, Ardan, Caracalla et Coronation offrent quatre Prix de l'Arc de Triomphe au richissime industriel, tandis qu'il inscrit six fois son nom au palmarès du Prix du Jockey Club et que Marsyas devient le plus grand stayer de son temps en glanant quatre Prix du Cadran. Il remporte également plusieurs grandes courses anglaises, notamment en 1950 lorsqu'il s'adjuge trois des cinq classiques britanniques (Derby, Oaks et St. Leger), ce qui lui vaut un titre de champion trainer, le seul jamais acquis par un Français, et cela sans avoir une fois posé le pied sur le sol de la Perfide Albion. En 1954, Marcel Boussac et Charles Semblat se séparent, et Charlie Elliott, de retour, reprend le poste d'entraîneur. Semblat devient entraîneur public, mais avec moins de succès, même s'il remporte encore de grandes victoires entre le Jockey Club de Le Petit Prince en 1954 et la Poule d'Essai des Poulains de Thymus en 1959. Retiré du monde des courses, Charles Semblat se donne la mort en 1972, à 75 ans.  